# SMAP 010 "TEN"
『SMAP 010 "TEN"』（スマップ 010 テン）は、VHS,LDが1996年12月9日、DVDが2000年12月6日に発売されたSMAPのツアーVHS, LD・DVDである。

## 概要
- 1996年7月19日から8月24日に行われたSMAP初のスタジアムツアーとなるコンサートツアー「超無限大翔」の東京公演を中心に、他の5会場の映像も交えて収録されている。
- このライブDVD・VHS,LDから5人での出演作品となった。またライブ映像の他に、メンバー5人が映画館にてこの映像を観るという演出の映像も納められていて、映像の最後の方に森の脱退に関すると思われる演出が収録されている。
- VHS,LDの初回限定盤のみ、『青いイナズマ』のPVが収録されている。

## 収録
VHS(通常版), LD, DVD 共通
（本作品は何曲かがカットされているほか、曲と曲の順番が変わっている場合がある。正しいセットリストはを参照。）
1. プロローグ
2. LONDON STORY #1
3. OVERTURE
4. 気になる
5. 青いイナズマ
6. KANSHAして
7. はじめての夏
8. 胸さわぎを頼むよ[注 1]
9. オリジナル スマイル[注 2][注 3]
10. LONDON STORY #2
11. Scarface Groove
12. Shake U Up[注 4]
13. Harlem River Drive - 草彅剛
14. まったくもう[注 5][注 6]
15. LONDON STORY #3[注 7][注 8]
16. あの夏の日 - 稲垣吾郎
17. Baby I love your way
18. どんないいこと[注 9]
19. 嘲笑 - 香取慎吾（ビートたけしの同名曲のカバー）
20. LONDON STORY #4[注 10]
21. たぶんオーライ
22. $10
23. がんばりましょう
24. Hey Hey おおきに毎度あり
25. さよならのサマーレイン
26. 真夜中のMERRY-GO-ROUND[注 11]
27. はだかの王様 〜シブトクつよく〜
28. 俺たちに明日はある
29. LONDON STORY #5
30. どんないいこと（EVERY YOU）

 VHS , LD初回限定版のみ 
31.青いイナズマ Music Video

## 収録時間
- Total: 73min.

## コンサートツアー
- コンサートツアー『SMAP SUMMER CONCERT '96 "超無限大翔"』について記述。（★印は、追加公演）

|        | 開催日時 | 開演時間 | 会場                     |
| 1996年 | 1996年   | 1996年   | 1996年                   |
| ------ | -------- | -------- | ------------------------ |
| 1      | 7月19日★ | 18:30    | 東京ドーム               |
| 1      | 7月20日  | 18:30    | 東京ドーム               |
| 2      | 8月3日   | 18:00    | 阪急西宮スタジアム       |
| 2      | 8月4日★  | 18:00    | 阪急西宮スタジアム       |
| 3      | 8月10日  | 18:00    | 真駒内オープンスタジアム |
| 3      | 8月11日★ | 18:00    | 真駒内オープンスタジアム |
| 4      | 8月15日  | 12:00★   | 福岡ドーム               |
| 4      | 8月15日  | 18:30    | 福岡ドーム               |
| 5      | 8月17日  | 18:00    | 国営みちのく杜の湖畔公園 |
| 5      | 8月18日★ | 18:00    | 国営みちのく杜の湖畔公園 |
| 6      | 8月24日★ | 18:30    | 糸満市西崎陸上競技場     |